# De marskramer (Jheronimus Bosch)
De marskramer, in het verleden ook De Verloren Zoon of De landloper genoemd, is een schilderij van de Zuid-Nederlandse schilder Jheronimus Bosch in het Museum Boijmans Van Beuningen in Rotterdam.

## Voorstelling
Het stelt een sjofel geklede man voor lopend op één schoen en één pantoffel. Met zijn linkerhand houdt hij een hoed vast, die doorboord is met een schoenmakersels. Met zijn rechterhand houdt hij een stok vast, waarmee hij een dreigende hond van het lijf houdt en ook draagt hij ter bescherming van zichzelf een klotendolk. Hij draagt een rieten rugkorf of mars met zich mee met daaraan een pollepel en een kattenvel. Terugkijkend over zijn schouder baant hij zich een weg door een landschap. In de achtergrond is links een vervallen huis te zien, met in de deuropening een vrijend paar en ernaast een plassende man. In de nok van het huis bevindt zich een kruik en aan het dak hangt een vogelkooi. Op het erf daarvoor zijn een haan en een trog met een zeug en biggen afgebeeld. De man loopt in de richting van een hek met daarachter een koe en een ekster. Geheel rechts is een galgenberg afgebeeld. Helemaal bovenin, probeert een uil een nietsvermoedend koolmeesje te vangen.

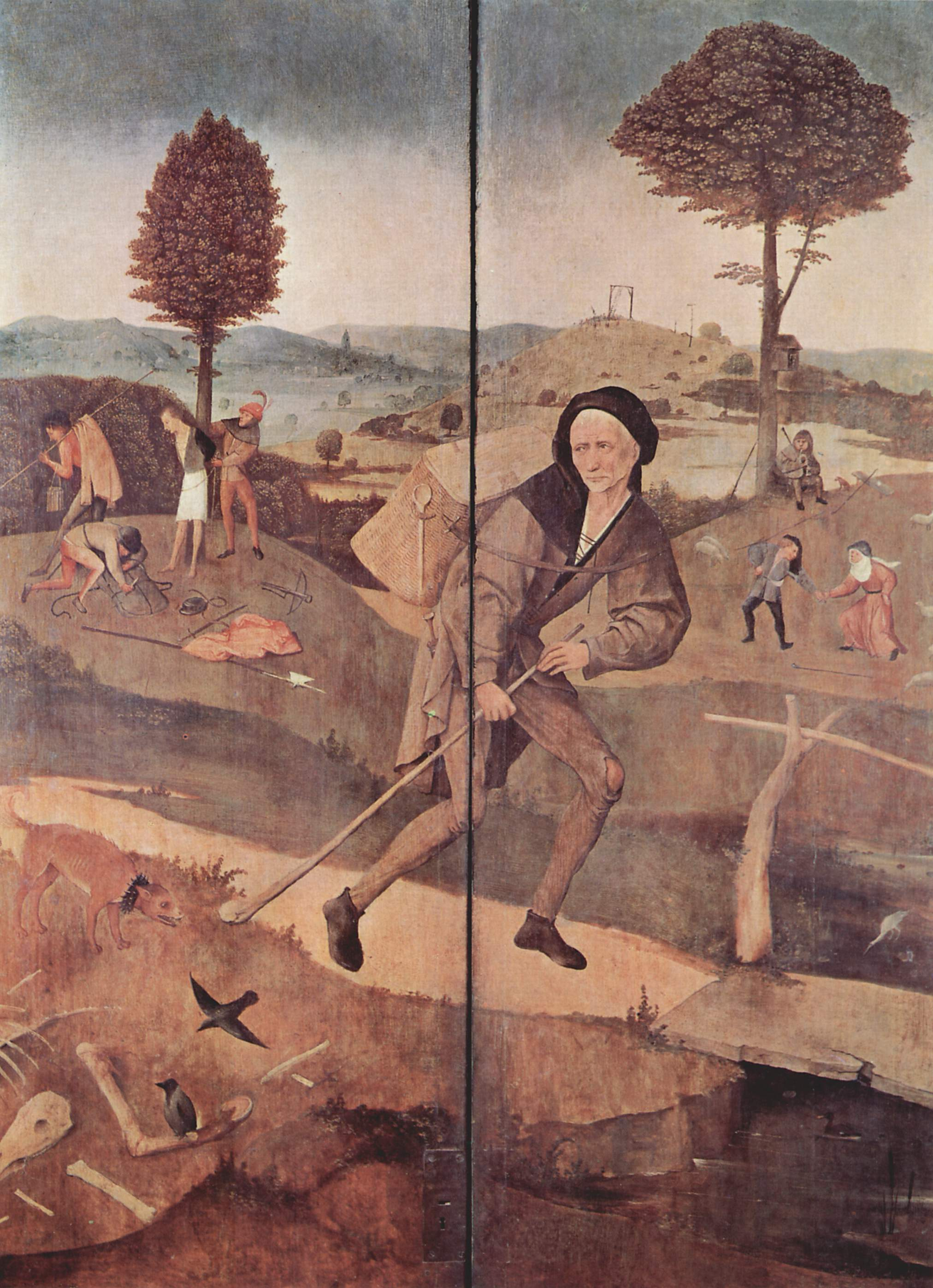
Jheronimus Bosch en/of atelier. Hooiwagen-drieluik, buitenzijde. Ca. 1516 of later. Madrid, Museo del Prado.

## Betekenis
De marskramer komt grotendeels overeen met de buitenzijde van het Hooiwagen-drieluik in het Prado en moet dus een allegorische betekenis hebben. Over de vraag welke dit was bestonden tot niet lang geleden verschillende opvattingen.

### Verloren zoon
Het vervallen huis links werd al vroeg herkend als een herberg en mogelijk ook een bordeel. Omdat de sjofel geklede man uit de richting van deze herberg komt lopen, ging men ervan uit dat het hier om een Verloren zoon moest gaan, die nog eenmaal berooid, maar met weemoed over zijn schouders terugkijkt naar zijn zondige leven van voorheen, voordat hij aarzelend de ‘velden van zijn vader’ betreedt.
De kunsthistoricus Charles de Tolnay, die in het midden van de jaren 30 uitvoerig onderzoek naar Bosch deed, merkte op dat er meer over het werk te zeggen viel; zo draagt de centrale figuur volgens hem allerlei verwijzingen naar de deugd en ondeugd, zoals de pollepel en het kattenvel (symbolen van spilzucht en onheil) enerzijds en een varkenspoot en schoenmakersels (een gelukssymbool en een teken van vlijtigheid) anderzijds. De schilder geeft de mens dus op twee manieren weer: als geluksbrenger en als drager van onheil. Volgens De Tolnay zou het werk dan ook een illustratie kunnen zijn van volgende versregels uit het gedicht Bescheidenheit van de 13e-eeuwse Duitse dichter Freidank:

Ich weiß selber nicht recht
Wer ich bin, noch wohin ich geh’n soll
— Freidank

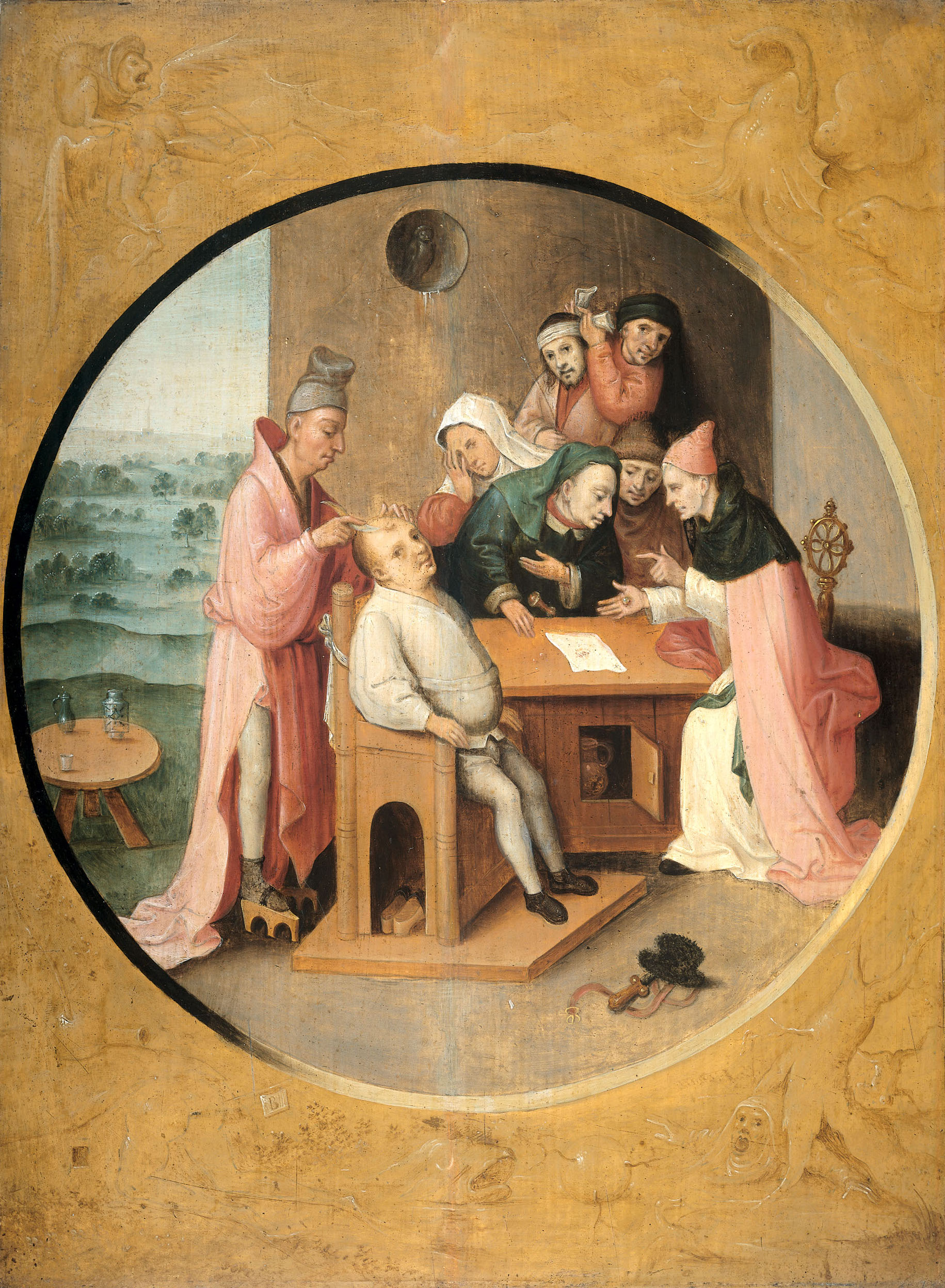
Vrij naar Jheronimus Bosch. De keisnijding. Ca. 1550-1600.

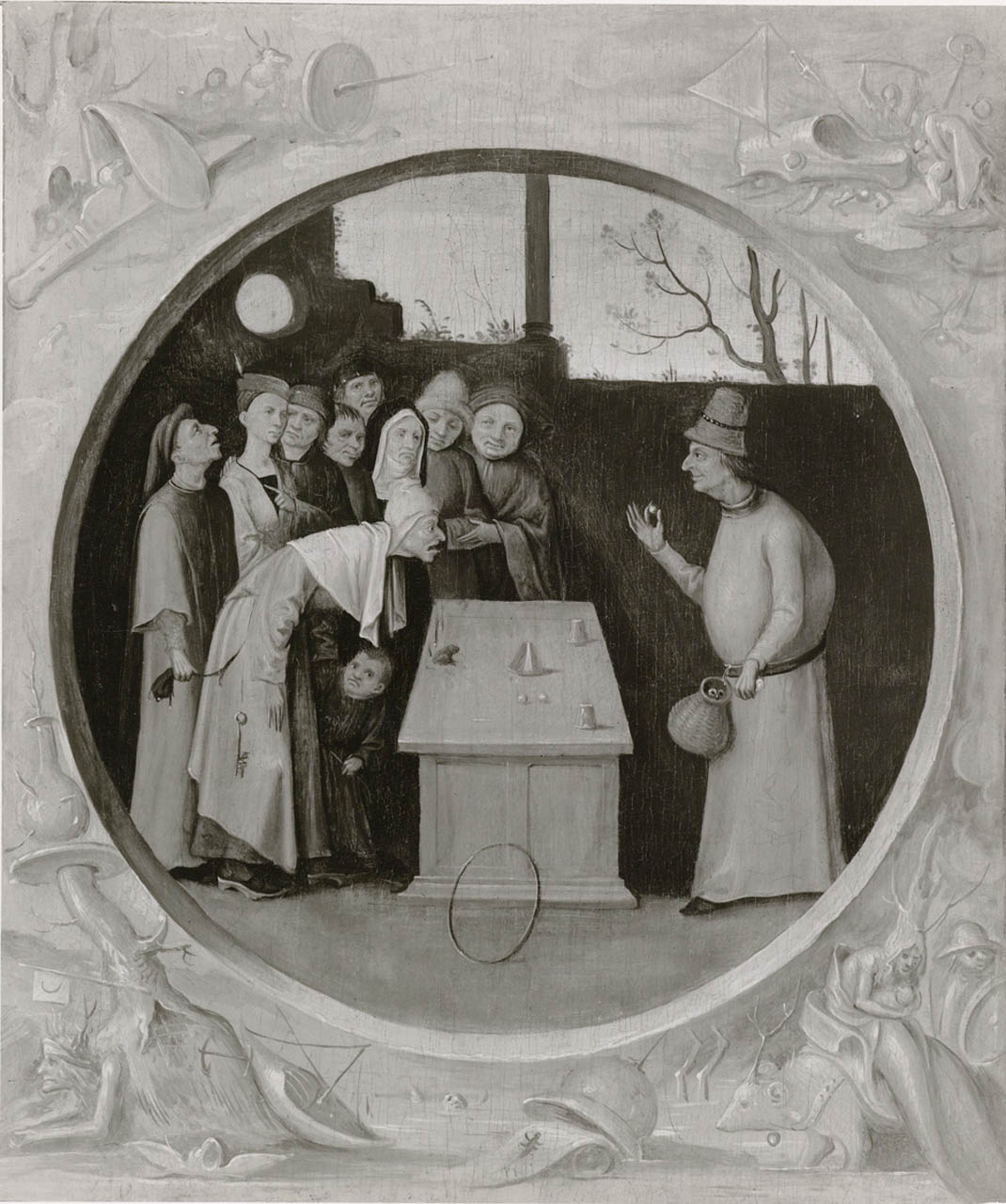
Naar Jheronimus Bosch (?). De goochelaar. Ca. 1550-1600.

De Tolnay is er echter niet in geslaagd zijn vermoedens met stevige argumenten te onderbouwen.

### Landloper
De gedachte dat hier een landloper is weergegeven is op naam te schrijven van Bosch-auteur Dirk Bax, die in zijn proefschrift over de beeldtaal van Bosch uit 1949 opmerkte dat het de mens voorstelt, die wel weerstand weet te bieden aan de onkuisheid, maar niet aan dronkenschap. Hierbij zou de herberg/bordeel naar onkuisheid verwijzen en de koe en de ekster naar drankzucht.

### Saturnuskind
Volgens Pilger is de voorstelling een astrologisch tafereel, waarop een van de Saturnuskinderen is afgebeeld. Kunsthistorica Lotte Brand Philip werkte deze theorie verder uit en stelt dat het werk een uitbeelding is van het melancholisch temperament en het element aarde. Zij suggereert dat het werk oorspronkelijk een van in totaal vier medaillons vormde, aan de buitenzijde van een verloren gegaan drieluik, die samen de vier temperamenten en de vier elementen symboliseerden. Twee overige medaillons zijn volgens haar bewaard gebleven in de vorm van de 16e-eeuwse kopieën van de Goochelaar en de Keisnijding, terwijl het vierde medaillon, dat volgens Brand Philip een Hondeknuppelaar voorstelde, verloren gegaan was. Het gevolg van haar theorie was dat ze het Rotterdamse schilderij veel vroeger in Bosch' oeuvre moest plaatsen.

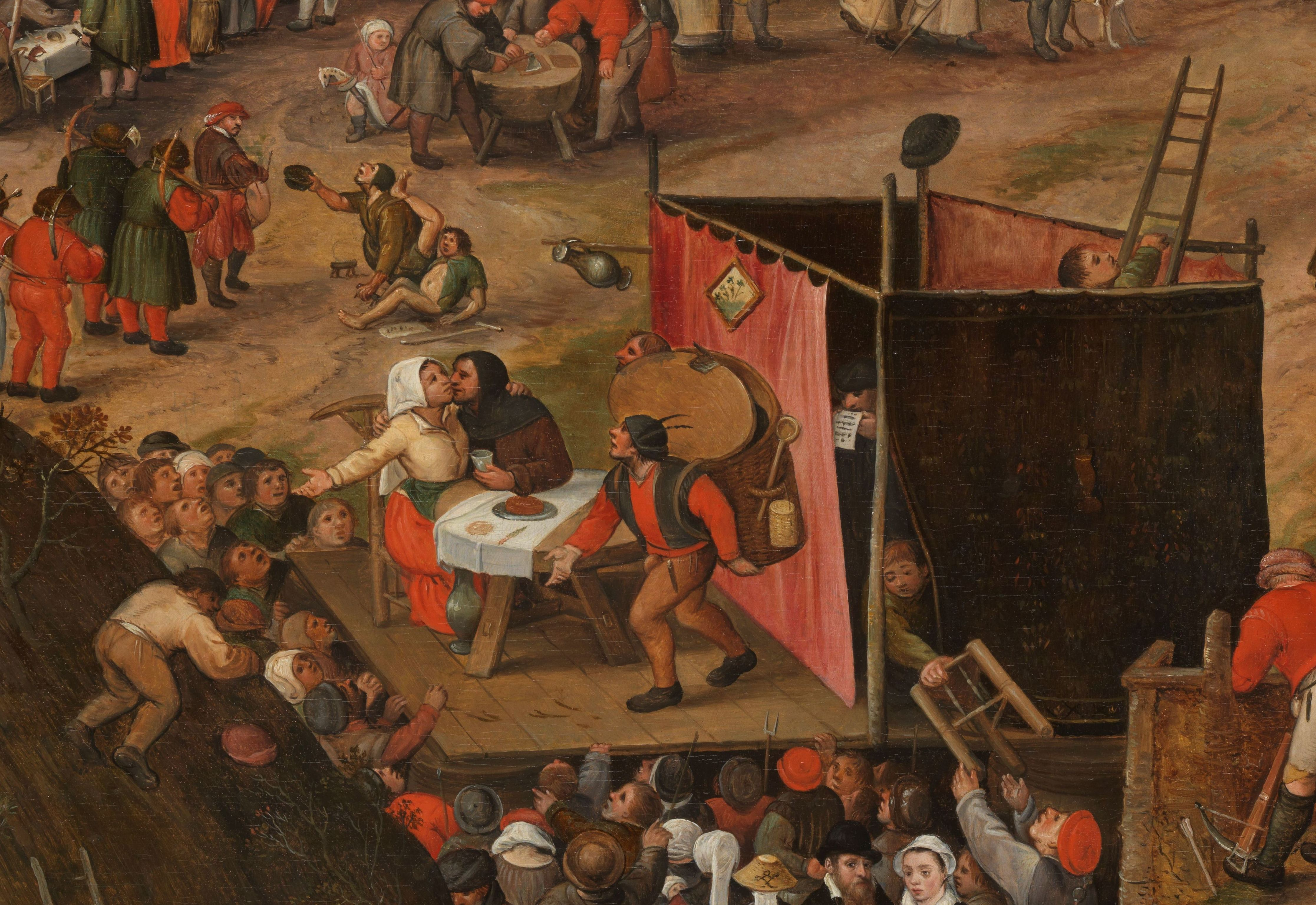
Pieter Balten. Een opvoering van de klucht 'Een cluyte van Plaeyerwater' op een Vlaamse kermis, detail. Ca. 1540-1598. Amsterdam, Theater Instituut Nederland.

### Marskramer
Tegenwoordig gaat men ervan uit dat de afgebeelde persoon een marskramer is. Het belangrijkste bewijs hiervoor is het schilderij Een opvoering van de klucht 'Een cluyte van Plaeyerwater' op een Vlaamse kermis van de Zuid-Nederlandse schilder Pieter Balten in het Theater Instituut Nederland in Amsterdam. Op dit schilderij is onder meer een toneelstuk afgebeeld met een man met eenzelfde soort mand op zijn rug als die op het Rotterdamse paneel. Uit de tekst van dit toneelstuk blijkt dat het hier om een marskramer gaat.
De marskramer was in de late middeleeuwen een tweezijdige figuur. Aan de ene kant werd hij in verband gebracht met allerlei zonden, terwijl hij aan de andere kant werd voorgesteld als een tot inkeer gekomen zondaar. Het motief van een marskramer, die aangevallen wordt door een agressieve hond, komt in de late middeleeuwen vaker voor; zo luidt het refrein van een 16e-eeuws gedicht:

Het is een out segghen, verstaet diet can:
Een monnic, leec, man, pape, hont, meersman,
Elc weet wel dat se tsamen disconderen

(Het is een oud gezegde, probeert het te begrijpen: monnik en leek, echtgenoot en pastoor, hond en marskramer, iedereen weet dat ze het slecht met elkaar kunnen vinden)

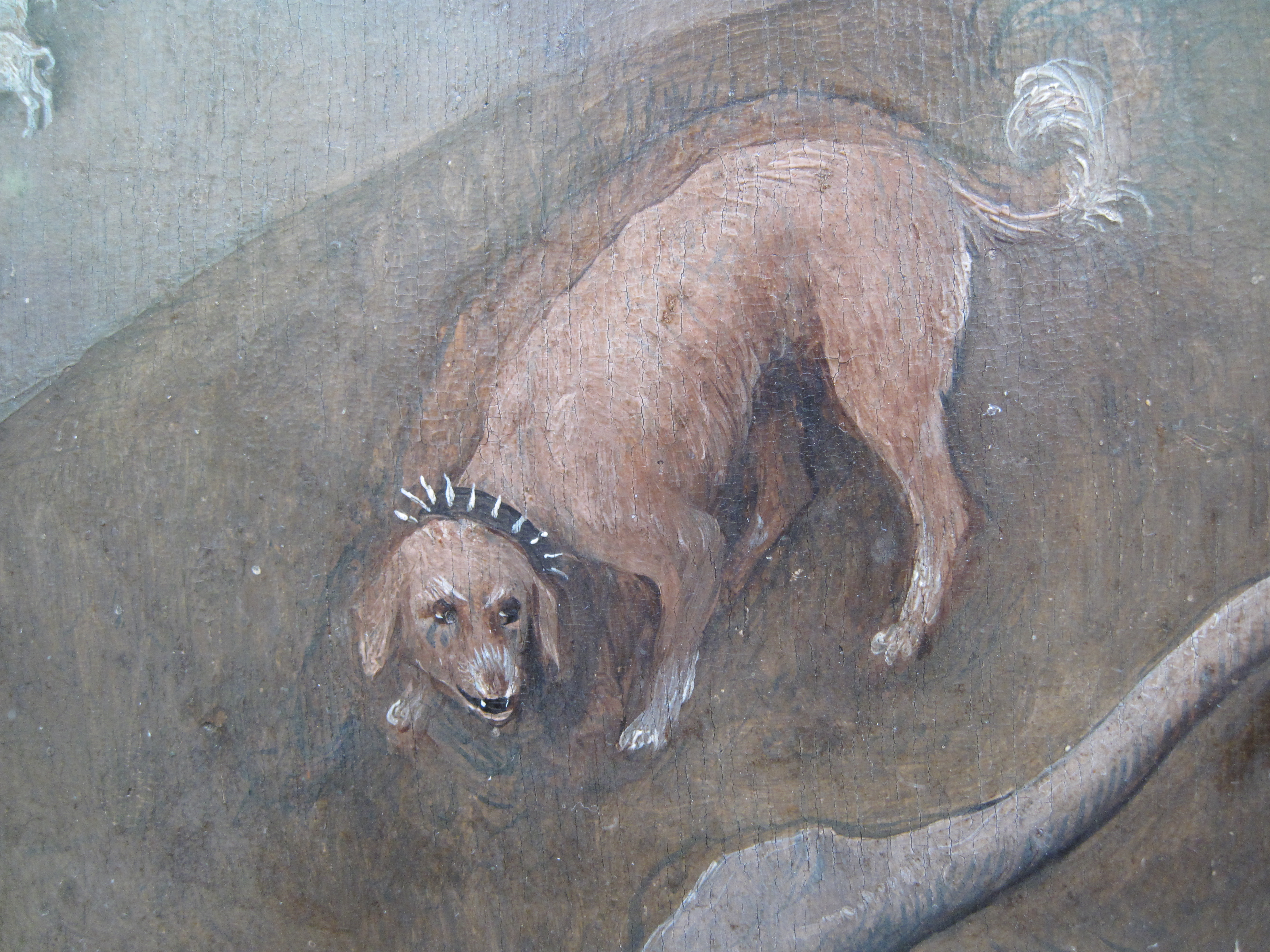
Detail.

De hond draagt een stekel- of spijkerhalsband. De Oostenrijkse volkenkundige Leopold Schmidt heeft aangetoond dat het gebruik hiervan in de middeleeuwen wijdverbreid was. Spijkerhalsbanden werden gebruikt voor jachthonden, om deze te beschermen voor beten van wilde dieren, maar ook voor waakhonden, om deze te beschermen voor elkaar. Op het eveneens aan Bosch toegeschreven schilderij De doornenkroning in de National Gallery in Londen draagt een van de beulen van Jezus overigens ook een spijkerhalsband, die mogelijk verwijst naar de Bijbelpassage:

Honden staan om mij heen, een woeste bende sluit mij in, zij hebben mijn handen en voeten doorboord
— Psalm 22:17

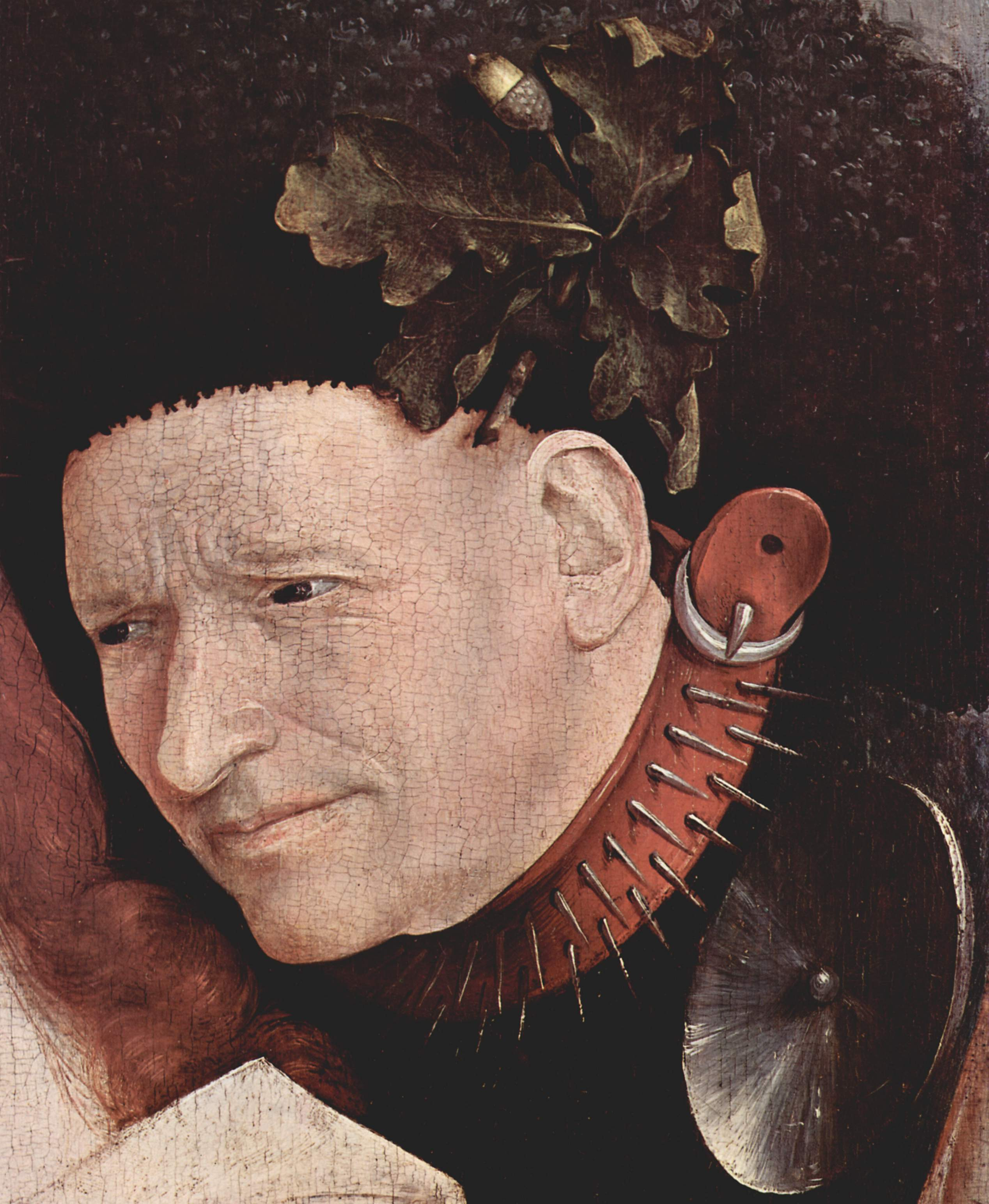
Jheronimus Bosch. De doornenkroning van Christus, detail. Ca. 1485 of later. Londen, National Gallery.

Schmidt ontdekte echter ook dat het vaak kwaadaardige, valse honden waren die een spijkerhalsband droegen. Waarschijnlijk heeft Bosch hier precies zo'n hond willen afbeelden. De hond is mogelijk een verwijzing naar de duivel, die in de middeleeuwse literatuur weleens vergeleken wordt met een agressieve hond, bijvoorbeeld in de prozatekst Fili accedans uit het eerste kwart van de 15e eeuw:

Mer wi sullense nemen recht of een hont op ons baste ende als niet achten ende wil en sullen ons niet ontsien, mer ons selven sterc maken ende vromelic striden ende spreken: ‘Ay, viant, dit syn dyn runinge, dese bekenne ic wel, ic en houder myn niet an’.

(Maar wij zullen erop reageren als op een naar ons blaffende hond en er geen acht op slaan en wij zullen geen angst hebben, maar ons sterk houden en vroom strijden en zeggen: ‘Ach, duivel, dit zijn jouw stokerijen, ik zie het wel en ik geef er geen gevolg aan’.)

Nog duidelijker is de Middelnederlandse vertaling uit 1457 van Bernard van Clairvaux’ Tractatus de interiori domo seu de conscientia aedificanda:

Dan biten si ons, als si ons dair toe brengen dat wie dat quade consentieren; mer dan blaffen si ons aen, als si ons quade becoringe in geven

(Zij bijten ons als zij ons ertoe brengen om in te gaan op hun kwade adviezen; maar als zij ons tot het kwaad proberen te verleiden, blaffen zij ons aan)
— Bernard van Clairvaux

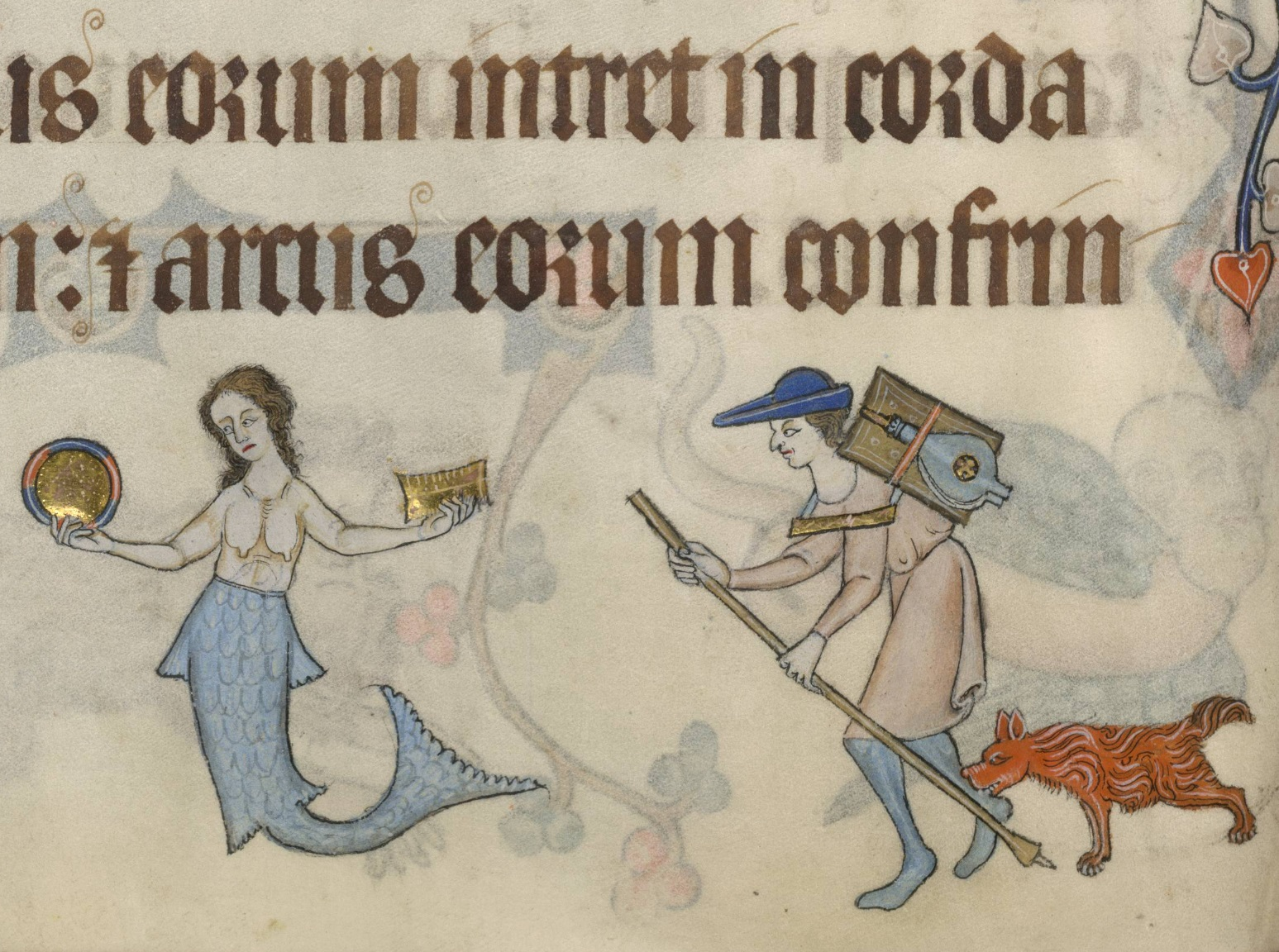
Randversiering in het Luttrell Psalter: de reiziger (?) en de zeemeermin. Ca. 1325-1335. Londen, British Library.

Om het linkeronderbeen van de marskramer is een witte doek gewikkeld. In 1953 wees Bosch-auteur Kurt Seligmann op de overeenkomsten tussen dit motief en een miniatuur in het Luttrell Psalter uit de 14e eeuw. In dit miniatuur wordt een man door een hond in zijn kuit gebeten, terwijl hij zich richt tot een zeemeermin. De zeemeermin staat hier symbool voor de lust, terwijl de hond verwijst naar het motief ‘door helse honden gebeten worden’. In dit motief, dat meermalen in de literatuur voorkomt als straf voor zondig gedrag, en ook in Bosch’ tijd alom bekend moet zijn geweest, staat de ‘helse hond’ opnieuw symbool voor de duivel. Door de marskramer op het Rotterdamse paneel af te beelden met een wondedoek om zijn been, is het niet ondenkbaar dat de schilder suggereert dat hij in het verleden door de ‘helse hond’ gebeten is; met andere woorden: hij heeft in het verleden gezondigd. In het rederijkersstuk Tspel van de Christenkercke uit de jaren 1540 komt echter de volgende uitdrukking voor:

Al zijdij ghebeten, ghij en zijt niet ghegheten

(Al ben je gebeten, je bent nog niet opgegeten)

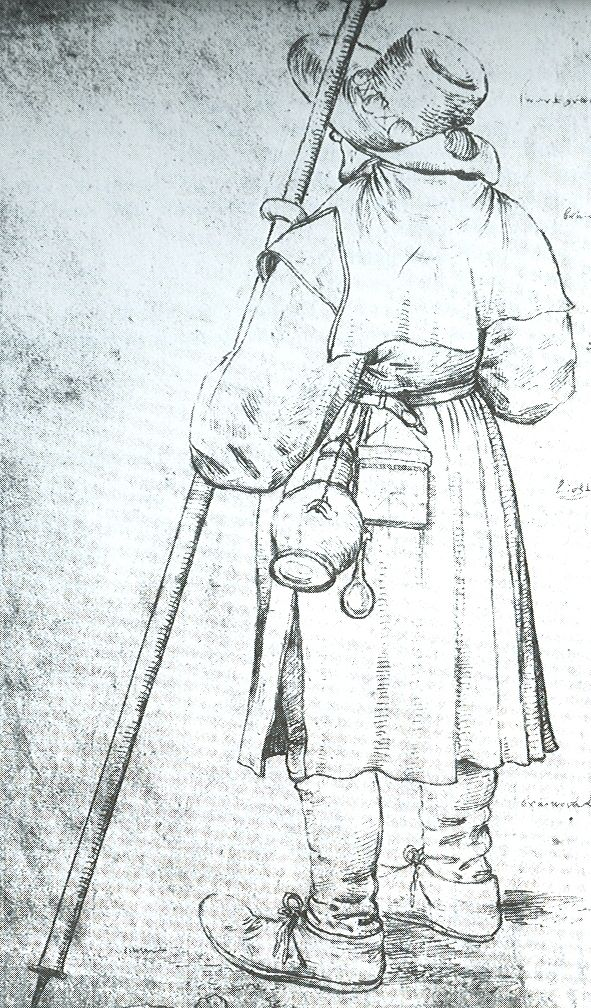
Pieter Bruegel de Oude. Pelgrim. Ca. 1550. Rotterdam, Museum Boijmans Van Beuningen.

Vrij vertaald: je kunt je altijd nog uit de greep van de duivel losmaken, door tot inkeer te komen. Ook deze gedachte lijkt op het Rotterdamse paneel tot uitdrukking te komen. Door de duivel met zijn wandelstok op afstand te houden laat de marskramer zich niet voor een tweede keer bijten. Het gaat hier dus om een tot inkeer gekomen individu. Dat de schilder dit individu als marskramer afbeeldde is niet toevallig. De mars, die hij met zich meedraagt, staat in sommige literaire werken symbool voor de zonden die de mens in de loop van zijn leven heeft ‘verzameld’ en overal met zich meedraagt, bijvoorbeeld in een naamloos toneelstuk uit de rederijkerskamer van Tienen uit 1539:

O heere, reynight mijn zondyghe merssen
Nu als de vyandt my zal willen perssen,
Altijts zouckende waer zynen roost es:
U ontferm hertigheyt meest mynen troost es.

(O heer, reinigt de inhoud van mijn zondige mars, nu de duivel mij onder druk zal willen zetten, altijd op zoek naar een prooi als hij is: uw barmhartigheid is mijn grootste troost)

### Pelgrimstocht van het menselijk bestaan
De stok symboliseert mogelijk standvastigheid in het geloof. In de literatuur komt een enkele keer de allegorie ‘den stoc van Godts van gracye’ (stok van Gods genade) voor. De stok is echter ook een attribuut van pelgrims. In de Speculum Humanae Salvatonis, bijvoorbeeld, wordt pelgrims geadviseerd altijd een stok bij zich te hebben om gevaarlijke honden van het lijf te houden. De vergelijking van het menselijke leven met een pelgrimstocht was in Bosch' tijd stokoud. De cisterciënzer monnik Guillaume de Digulleville schreef in 1330-1331 al het boek Pèlerinage de la vie humaine (De pelgrimstocht van het menselijk bestaan), dat in 1486 in het Middelnederlands werd uitgegeven in Haarlem als Boeck van den pelgherym. Bovendien komt een over zijn schouder kijkende reiziger regelmatig voor op kunstvoorwerpen uit de 15e eeuw, zoals een koorbank in de Onze-Lieve-Vrouwekerk in Breda, waar de reiziger eveneens een hond van zich af probeert te slaan, en de titelpagina van een uitgave van Thomas van Kempens De navolging van Christus.
Volgens De Digulleville is ieder mens een pelgrim op weg naar het koninkrijk Gods. Om de associatie met een 'wereldlijke' pelgrim te vermijden, beeldt de schilder hem opzettelijk zonder insigne af. Bovendien plaatst hij hem in een gevaarlijk en zondig landschap, waarmee hij aangeeft dat het leven vol gevaren en verleidingen is, zoals de hond die hem achternazit en het bordeel op de achtergrond. De galgenberg en de dolk die de reiziger bij zich draagt herinneren hier eveneens aan. Op die manier houdt de schilder de toeschouwer voor dat, hoewel het leven vol gevaren en verleidingen is, de keus om hierop in te gaan uiteindelijk aan de mens zelf is.

## Datering

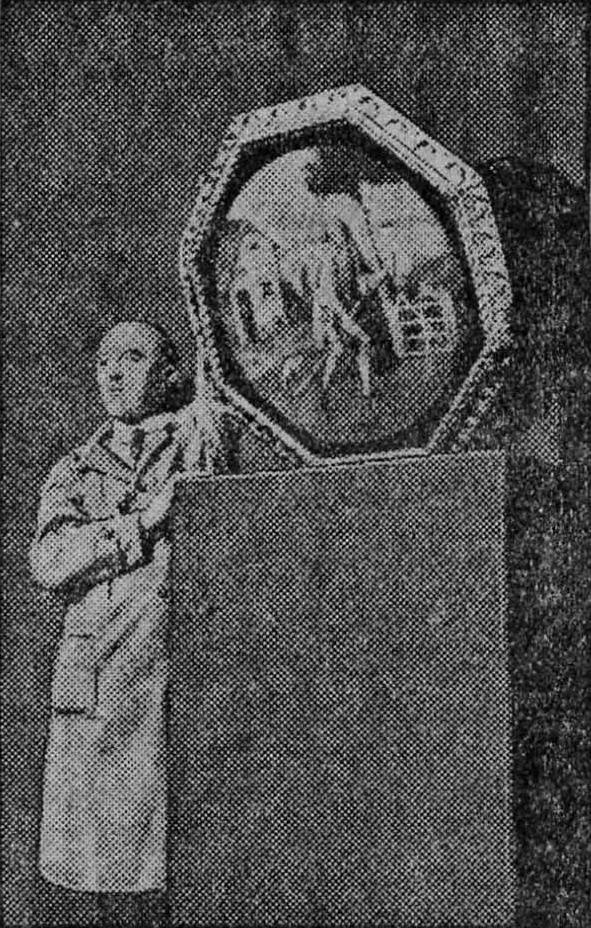
Verkoping van de collectie Figdor in Berlijn, 29-30 september 1930.

Volgens dendrochronologisch onderzoek dateert het werk van omstreeks 1493 of later. Uit dit onderzoek is ook gebleken dat het paneel waarop De marskramer is geschilderd gemaakt is van hout dat ook gebruikt is voor drie andere werken van Bosch, te weten Het narrenschip, de Allegorie op de gulzigheid en de De dood van een vrek. Deze groep schilderijen maakten oorspronkelijk deel van een drieluik, waarbij het linker binnenluik bestond uit Het narrenschip (boven) en de Allegorie op de gulzigheid (onder), het rechter binnenluik uit De dood van een vrek en de buitenluiken samengevoegd zijn tot De marskramer. De twee voorstellingen aan de binnenzijde moeten gezien worden als hekeling van verkwisting (links) en gierigheid (rechts). Men vermoedt dat deze voorstellingen betrekking hebben op de voorstelling aan de buitenzijde. Ook hier probeert de mens een balans te vinden tussen die twee uitersten.

## Herkomst
Het werk was oorspronkelijk in het bezit van Théodor Schiff in Parijs. In 1904 werd het gesignaleerd in de verzameling van Albert Figdor in Wenen. Van 29 tot 30 september 1930 werd de collectie Figdor geveild bij veilinghuis Cassirer in Berlijn, waarbij De marskramer voor DM 385.000 werd gekocht door de Amsterdamse kunsthandelaar Jacques Goudstikker. In 1931 wist het toenmalige Museum Boymans het ondanks de crisis voor ƒ 262.000 van Goudstikker te kopen. De aankoop werd ondersteund door een groep particulieren, waaronder de Vereniging Rembrandt, die een bedrag van ƒ 82.000 beschikbaar stelden. De overige ƒ 180.000 werd door de Gemeente Rotterdam gefinancierd uit het legaat Van der Schilden. Op 30 juli 1930 werd de aankoop goedgekeurd door de Rotterdamse gemeenteraad.
Schilderijen: Kruisdraging · De tuin der lusten · De keisnijding · Hooiwagen-drieluik · Calvarie met schenker · De Heilige Hiëronymus in gebed · Driekoningen-drieluik · Heilige Christoforus · Johannes de Doper in de wildernis · Johannes de Evangelist op Patmos · Antonius-drieluik · Verzoeking van de heilige Antonius (São Paulo) · De marskramer · Het narrenschip · Allegorie op de gulzigheid · De dood van een vrek · Heremieten-drieluik · Drieluik van de gekruisigde martelares · Visioenen uit het hiernamaals · Zondvloed en hel